# Jailly-les-Moulins
Jailly-les-Moulins – miejscowość i gmina we Francji, w regionie Burgundia-Franche-Comté, w departamencie Côte-d’Or.
Według danych na rok 1990 gminę zamieszkiwało 116 osób, a gęstość zaludnienia wynosiła 12 osób/km² (wśród 2044 gmin Burgundii Jailly-les-Moulins plasuje się na 794. miejscu pod względem liczby ludności, natomiast pod względem powierzchni na miejscu 952.).